# Grateful Dead (album)
| Recensione        | Giudizio |
| ----------------- | -------- |
| AllMusic          |          |
| The Village Voice | A–       |

Grateful Dead è un album dal vivo del gruppo musicale rock statunitense Grateful Dead, pubblicato come doppio LP nel 1971. 
È comunemente chiamato Skull and Roses ("teschio e rose") dall'iconica illustrazione opera di Alton Kelly e Stanley Mouse, raffigurata in copertina.

## Descrizione
A differenza di Live/Dead, l'album contiene svariate sovraincisioni effettuate in studio in post-produzione, principalmente riguardo alle voci. Per le tre nuove composizioni originali (Bertha, Playing in the Band e Wharf Rat), la band invitò Merl Saunders a sovraincidere alcune parti di organo. Questo rese prominenti le sue parti rispetto a quelle suonate da Pigpen, i cui contributi tendono ad essere "sepolti" nel missaggio finale.
Playing in the Band ricevette una buona diffusione radiofonica, e divenne una delle canzoni dei Dead più suonate in concerto (una versione in studio fu pubblicata l'anno successivo nell'album solista Ace di Bob Weir).

### Copertina e titolo
La copertina dell'album, opera di Alton Kelly e Stanley Mouse, si basa su un'illustrazione di Edmund Joseph Sullivan per una vecchia edizione della raccolta di poesie Rubʿayyāt di ʿUmar Khayyām.
Quando la band propose alla casa discografica di intitolare l'album "Skull Fuck" (un eufemismo contemporaneo per "blow your mind", cioè "sballarsi"), fu netto il rifiuto da parte della Warner Bros. Records. Alla fine si arrivò a un accordo tramite il quale il titolo incriminato non sarebbe comparso in copertina o sull'etichetta del vinile, anche se comunque i membri del gruppo si riferivano al disco chiamandolo comunemente Skull Fuck e non Grateful Dead come imposto dalla casa discografica.
Il batterista Bill Kreutzmann spiegò l'assenza del titolo dalla copertina: « ...il titolo originale avrebbe dovuto essere Skull Fuck. Questo molto tempo prima che artisti rap come Eminem sdoganassero il concetto di linguaggio scurrile in musica. La Warner Bros. andò fuori di testa con noi. Dissero che i negozianti avrebbero boicottato il disco e che loro non sarebbero stati in grado di difenderci».

All'interno della copertina originale dell'album in formato LP, la band si rivolse direttamente alla sua crescente schiera di fan, che iniziava allora a seguire fedelmente il gruppo nei tour registrando nastri audio delle esibizioni di ogni concerto; con il seguente messaggio scritto: 

## Tracce
Side 1
1. Bertha (Jerry Garcia, Robert Hunter) – 5:27
2. Mama Tried (Merle Haggard) – 2:42
3. Big Railroad Blues (Noah Lewis) – 3:34
4. Playing in the Band (Hunter, Bob Weir) – 4:39

Side 2
1. The Other One (Bill Kreutzmann, Weir) – 18:05

Side 3
1. Me and My Uncle (John Phillips) – 3:06
2. Big Boss Man (Luther Dixon, Al Smith) – 5:12
3. Me and Bobby McGee (Fred Foster, Kris Kristofferson) – 5:43
4. Johnny B. Goode (Chuck Berry) – 3:42

Side 4
1. Wharf Rat (Garcia, Hunter) – 8:31
2. Not Fade Away (Buddy Holly, Norman Petty) / Goin' Down the Road Feeling Bad (tradizionale) – 9:14

## Formazione
Grateful Dead
- Jerry Garcia – chitarra, voce
- Bill Kreutzmann – batteria
- Phil Lesh – basso, cori
- Ron "Pigpen" McKernan – organo, armonica, cori
- Bob Weir – chitarra, cori

Collaboratori
- Merl Saunders - organo